# Karl Mühlmann
Karl Robert Mühlmann (* 21. November 1873 in Chemnitz; † 12. März 1946 in Dresden) war ein deutscher Maschinenbauingenieur und Direktor der Technischen Staatslehranstalten Chemnitz, der Vorgängereinrichtung der Technischen Universität Chemnitz.

## Leben
Mühlmann studierte an den Technischen Hochschulen Stuttgart und Dresden Maschinenbau und Elektrotechnik.
Anschließend arbeitete er als Ingenieur in einem Konstruktionsbüro der AEG in Berlin, in den Königlich Württembergischen Eisenbahnwerkstätten und in der Werft von Friedrichshafen.
Nach diesen praktischen Tätigkeiten wurde er als Lehrer für das Fach Mechanische Technologie an den Technischen Staatslehranstalten Chemnitz eingestellt.
Von 1908 bis 1920 war er Direktor dieser Einrichtung.
1913 unternahm er eine Studienreise nach Nordamerika, um das dortige Schulwesen kennenzulernen. Seine Eindrücke schilderte er in einem Reisebericht über das technische und gewerbliche Schulwesen Nordamerikas.
1920 wurde er in das sächsische Wirtschaftsministerium berufen.